# San Pedro (Tasquillo)
San Pedro es una localidad de México, localizada en el municipio de Tasquillo en el estado de Hidalgo.

## Geografía
Se encuentra en la región geográfica del Valle del Mezquital. A la localidad le corresponden las coordenadas geográficas 20° 32’ 35.246” de latitud norte y 99° 23’ 33.574” de longitud oeste; con una altitud de 1700 m s. n. m. Cuenta con un clima semiseco semicálido.
En cuanto a fisiografía se encuentra en la provincia del Eje Neovolcánico, dentro de la subprovincia de Sierras y Llanuras de Querétaro e Hidalgo; su terreno es de sierra. En lo que respecta a la hidrografía se encuentra posicionado en la región del Pánuco, dentro de la cuenca del río Moctezuma, y en la subcuenca del río Alfajayucan.

## Demografía
En 2020 registró una población de 503 personas, lo que corresponde al 2.88 % de la población municipal. De los cuales 245 son hombres y 258 son mujeres.
| Gráfica de evolución demográfica de San Pedro entre 1900 y 2020                              |
|                                                                                              |
| Población de los censos y conteos del Instituto Nacional de Estadística y Geografía (INEGI). |